# Abierto Mexicano de Tenis 2014 - Qualificazioni singolare maschile
Le qualificazioni del singolare maschile dell'Abierto Mexicano de Tenis 2014 sono state un torneo di tennis preliminare per accedere alla fase finale della manifestazione. I vincitori dell'ultimo turno sono entrati di diritto nel tabellone principale. In caso di ritiro di uno o più giocatori aventi diritto a questi sono subentrati i lucky loser, ossia i giocatori che hanno perso nell'ultimo turno ma che avevano una classifica più alta rispetto agli altri partecipanti che avevano comunque perso nel turno finale.

## Teste di serie
1. Donald Young (ultimo turno, ritirato)
2. Alejandro Falla (qualificato)
3. Stéphane Robert (qualificato)
4. Dominic Thiem (ultimo turno)

1. Tim Smyczek (qualificato)
2. David Goffin (qualificato)
3. Wayne Odesnik (ultimo turno)
4. Miša Zverev (primo turno)

## Qualificati
1. Tim Smyczek
2. Alejandro Falla

1. Stéphane Robert
2. David Goffin

## Tabellone

### Legenda
| - Q = Qualificato - WC = Wild card - LL = Lucky loser | - ALT = Alternate - SE = Special Exempt - PR = Protected Ranking | - w/o = Walkover - r = Ritirato - d = Squalificato |

### Sezione 1
|  | Primo turno | Primo turno               | Primo turno | Primo turno | Primo turno |  |  | Ultimo turno | Ultimo turno | Ultimo turno | Ultimo turno | Ultimo turno |  |
|  |             |                           |             |             |             |  |  |              |              |              |              |              |  |
|  | 1           | Donald Young              | 6           | 7           |             |  |  |              |              |              |              |              |  |
|  |             | Christopher Díaz-Figueroa | 1           | 5           |             |  |  | 1            | Donald Young | 2            | 0            | r            |  |
|  | WC          | César Ramírez             | 2           | 3           |             |  |  | 5            | Tim Smyczek  | 6            | 3            |              |  |
|  | 5           | Tim Smyczek               | 6           | 6           |             |  |  |              |              |              |              |              |  |

### Sezione 2
|  | Primo turno | Primo turno        | Primo turno | Primo turno | Primo turno |  |  | Ultimo turno | Ultimo turno    | Ultimo turno | Ultimo turno | Ultimo turno |  |
|  |             |                    |             |             |             |  |  |              |                 |              |              |              |  |
|  | 2           | Alejandro Falla    | 6           | 7           |             |  |  |              |                 |              |              |              |  |
|  |             | Thanasi Kokkinakis | 4           | 68          |             |  |  | 2            | Alejandro Falla | 7            | 6            |              |  |
|  |             | Nicolas Meister    | 6           | 6           |             |  |  |              | Nicolas Meister | 64           | 2            |              |  |
|  | 8           | Miša Zverev        | 4           | 3           |             |  |  |              |                 |              |              |              |  |

### Sezione 3
|  | Primo turno | Primo turno       | Primo turno | Primo turno | Primo turno |  |  | Ultimo turno | Ultimo turno    | Ultimo turno | Ultimo turno | Ultimo turno |  |
|  |             |                   |             |             |             |  |  |              |                 |              |              |              |  |
|  | 3           | Stéphane Robert   | 6           | 6           |             |  |  |              |                 |              |              |              |  |
|  | WC          | Luis Patiño       | 2           | 1           |             |  |  | 3            | Stéphane Robert | 6            | 2            |              |  |
|  |             | Daniel Kosakowski | 3           | 1           |             |  |  | 7            | Wayne Odesnik   | 2            | 0            | r            |  |
|  | 7           | Wayne Odesnik     | 6           | 6           |             |  |  |              |                 |              |              |              |  |

### Sezione 4
|  | Primo turno | Primo turno        | Primo turno | Primo turno | Primo turno |  |  | Ultimo turno | Ultimo turno  | Ultimo turno | Ultimo turno | Ultimo turno |  |
|  |             |                    |             |             |             |  |  |              |               |              |              |              |  |
|  | 4           | Dominic Thiem      | 6           | 6           |             |  |  |              |               |              |              |              |  |
|  |             | Takanyi Garanganga | 2           | 3           |             |  |  | 4            | Dominic Thiem | 6            | 1            | 6(1)         |  |
|  | WC          | Mauricio Astorga   | 0           | 1           |             |  |  | 6            | David Goffin  | 3            | 6            | 7            |  |
|  | 6           | David Goffin       | 6           | 6           |             |  |  |              |               |              |              |              |  |